# Contrôleur de carrefour à feux

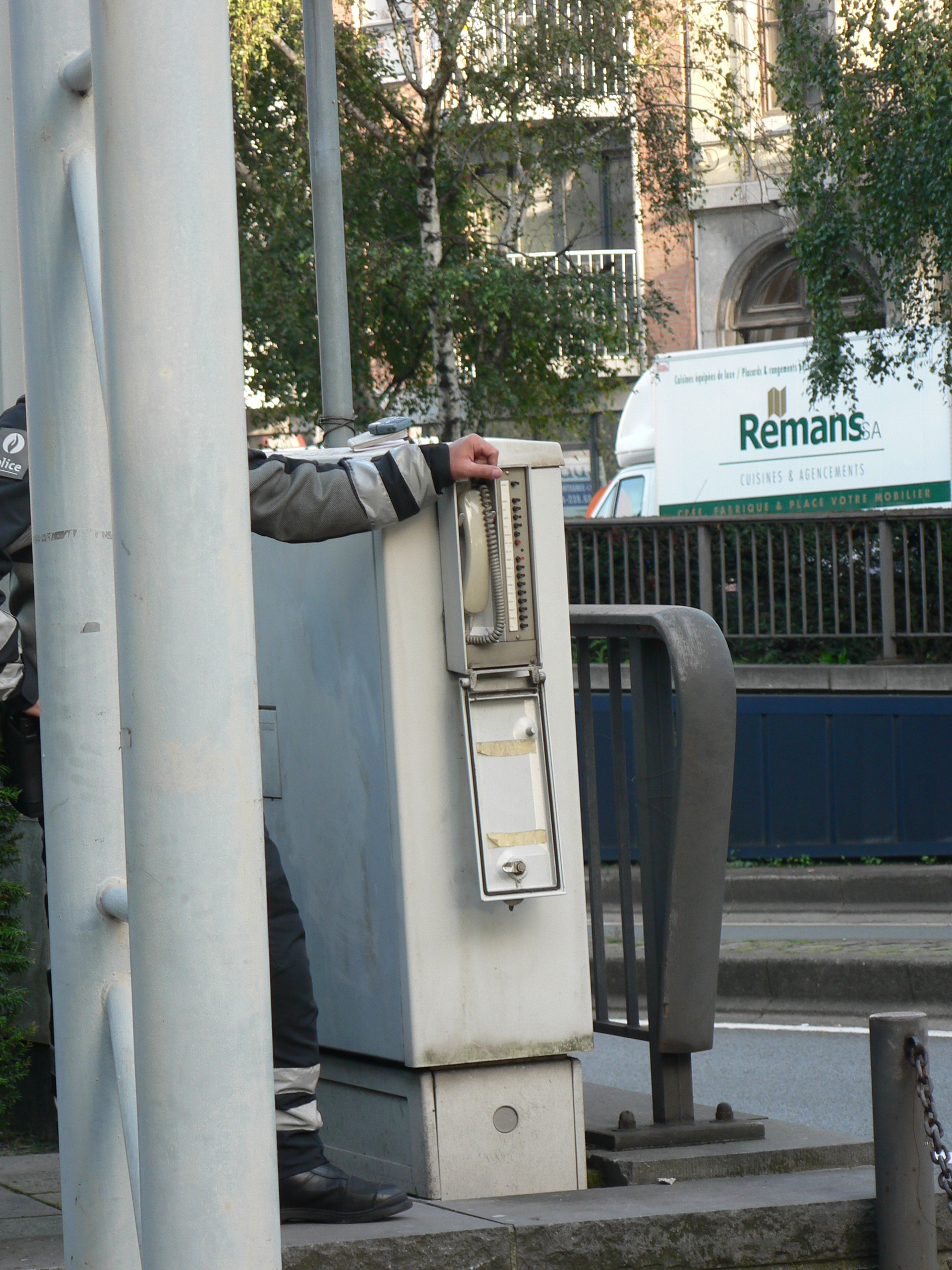
Armoire de contrôleur de feux tricolores à Liège, Belgique

Un contrôleur de carrefour à feux est un automate spécialisé destiné à la gestion des feux de circulation en régulation de trafic.

## Fonctions

### Fonctions de régulation
La fonction principale d'un contrôleur est d'assurer la commande des feux en respectant les contraintes de sécurité définies entre les lignes de feux antagonistes.
Les feux sont généralement pilotés en 230 volts, la basse tension est très peu utilisée. 
Afin d'effectuer une régulation dynamique en fonction du trafic, le contrôleur est capable de détecter les véhicules (généralement via des boucles électro-magnétiques placées dans la chaussée ou parfois par des radars à effet Doppler fixés en haut des poteaux) et les piétons (via des boutons-poussoirs d'appels).
Un contrôleur de carrefour peut être capable de gérer plusieurs carrefours élémentaires totalement indépendants (notion appelée multi-carrefours).
Les contrôleurs peuvent être secondés avec d'autres appareils compagnons auxquels ils sont raccordés dans l'armoire.

### Fonctions de sécurité
Le contrôleur doit vérifier que les signaux soient correctement allumés ou éteints suivant ce qui est commandé (mesure du courant et de la tension).
La réglementation en vigueur impose au minimum que le signal de rouge principal soit contrôlé à des fins de sécurité.
En cas de défaut sur un de ces signaux, le contrôleur passe en clignotant de sécurité (feux jaunes qui clignotent à la seconde).
En cas de défaillance générale détectée, un dispositif dit de "chien de garde" matériel se doit également d'effectuer la gestion du clignotant de sécurité.

## Matériels utilisés
Tous les contrôleurs actuels fonctionnent à base de micro-processeurs.
Différentes technologies ont été utilisées au préalable : électromécanique (très variés), électronique, ...

## Normes
Les contrôleurs vendus en France respectent les normes suivantes :
- NF P 99-100 (caractéristiques complémentaires des sécurités fonctionnelles d'usage)
- NF P 99-105 (caractéristiques fonctionnelles d'usage)
- NF P 99-110 (échanges de données par liaisons fil-à-fil avec des organes externes)
- NF P 99-022 (norme contenant les essais fonctionnels à passer pour être homologué)
- NF EN 12675 (exigences de sécurité fonctionnelle)

En rapport:
- NF P 99-071 (protocole de communication DIASER)
- NF P 99-000 (terminologie, définitions de termes employés en régulation du trafic)
- NF P 99-050 (principe de maintenance des contrôleurs de carrefours à feux)
- NF P 99-060 (conditions de mise en œuvre des équipements)